# Gheorghe Zgondea
Gheorghe Zgondea (n. 2 iunie 1948) este un fost deputat român în legislatura 1992-1996, ales în județul Argeș pe listele partidului PDSR.